# Myxosargus nigricormis
Myxosargus nigricormis is een vliegensoort uit de familie van de Stratiomyidae. De wetenschappelijke naam van de soort is voor het eerst geldig gepubliceerd in 1918 door Greene.